# Forma (stolica tytularna)
Forma (łac. Diocesis Formensis) – stolica historycznej diecezji we Cesarstwie rzymskim w prowincji Numidia zlikwidowana w VII w. podczas ekspansji islamskiej, współcześnie w północnej Algierii. Obecnie katolickie biskupstwo tytularne. 

## Biskupi tytularni
| Lp. | Biskup                      | Funkcja                                     | Od                | Do                   |
| --- | --------------------------- | ------------------------------------------- | ----------------- | -------------------- |
| 1   | William Edward Cousins      | biskup pomocniczy Chicago (USA)             | 17 grudnia 1948   | 19 maja 1952         |
| 2   | Otoniel Alcedo Culquicóndor | biskup pomocniczy Chachapoyas (Peru)        | 17 lutego 1953    | 28 sierpnia 1958     |
| 3   | James Joseph Gerrard        | biskup pomocniczy Fall River (USA)          | 2 lutego 1959     | 3 czerwca 1991       |
| 4   | Yohannes Woldegiorgis       | wikariusz apostolski Meki (Etiopia)         | 21 grudnia 1991   | 19 września 2002     |
| 5   | Giuseppe Nazzaro            | wikariusz apostolski Aleppo (Syria)         | 21 listopada 2002 | 26 października 2015 |
| 6   | Shorot Francis Gomes        | biskup pomocniczy Dhaki (Bangladesz)        | 8 lutego 2016     | 12 maja 2021         |
| 7   | Justin Ain Soongie          | biskup pomocniczy Wabag (Papua-Nowa Gwinea) | 15 czerwca 2021   |                      |